# ليلى أبو بكر
ليلى أبو بكر (بالإنجليزية: Leila Abukar) (بالصومالية: Leyla Abukar) وهي ناشطة سياسية من أصل صومالي-أسترالي.

## حياتها الشخصية
ولدت ليلى أبو بكر بين عامي 1974 و 1975 في الصومال. حضرت في مدرسة خاصة في مقديشو.
عندما اندلعت الحرب الأهلية الصومالية في عام 1991 ، قُتل أبوها وأخوها الأكبر على يد مسلحين. وفي وقت لاحق، أخذت والدة ليلى العائلة إلى مركز لجوء تابع للأمم المتحدة في كينيا. تطوعت ليلى لترجمة الكتب وتعليم الأطفال ورفع مستوى الوعي بشأن الصحة الإنجابية. وفي عام 1997 ، انتقلت ليلى وحدها إلى أستراليا من خلال برنامج النساء المعرضات للخطر الذي تديره المفوضية العليا الأسترالية. ساعدها عاملو مجموعة الأخوان المسلمين الدولية على الاستقرار في محيطها الجديد في موروكا، بريزبان ، ثم انضمت لها عائلتها في وقت لاحق.
حصلت ليلى أبو بكر على درجة البكالوريوس في العلاقات الدولية من جامعة كوينزلاند. وهي حاصلة أيضًا على دبلوم الدراسات العليا ودرجة الماجستير. بالإضافة إلى ذلك، لديها مؤهلات في دعم الإعاقة وحل النزاعات.
ليلى أبو بكر مسلمة وتتحدث سبع لغات. هي أم لطفلين «ابن:(عبدي) وابنتها (دياموند)» وهي تعيش مع عائلتها في ضاحية في بريزبين.

## عملها
بدأت ليلى أبو بكر مسيرتها كمترجمة في قسم الهجرة الأسترالي. ولديها خبرة كبيرة كمحامية، وتعمل في مجموعة واسعة من المناصب الإدارية العليا مع الحكومة، والمجلس والمنظمات غير الربحية.
بالإضافة إلى ذلك، كانت ليلى أبو بكر في السابق عضوة في اجتماع كوينزلاند متعدد الثقافات، والمجلس الاستشاري لإعادة توطين اللاجئين، ومجلس أستراليا متعدد الثقافات. كما قامت بحملة ضد تشويه الأعضاء التناسلية للإناث.
في عام 2014-2015 ، ترشحت ليلى أبو بكر لمنصب مرشح الحزب الليبرالي الوطني في كوينزلاند لمنطقة ييرونغبيلي الانتخابية. كانت تتنافس على المقعد ضد أربعة متنافسين آخرين. لو تم انتخابها، لكانت قد أصبحت أول صومالية ومسلمة تخدم في برلمان كوينزلاند. احتلت ليلى أبو بكر المركز الثاني حيث حصلت على 31.4٪ من إجمالي الأصوات في جولة الإعادة الأولى و 36.7٪ في الجولة النهائية ضد الفائز في النهاية مارك بايلي من حزب العمال الأسترالي.

## جوائز
تلقت ليلى أبو بكر العديد من الجوائز والتقدير لعملها المجتمعي. في عام 2001 ، تم تقديمها الميدالية المئوية من قبل الحكومة الأسترالية لمساهماتها في تقديم المشورة حول الأزمات، والدعوة والتوطين تجاه المجتمع الصومالي وغيره من السكان المهاجرين في كوينزلاند.

## وصلات خارجية
- The Tally Room – Yeerongpilly – Queensland 2015
- Conversations with Richard Fidler: Leila Abukar, April 30, 2015